# Mahaka Media
PT Mahaka Media Tbk (znane jako Mahaka Media) – indonezyjskie przedsiębiorstwo mediowe założone w 1992 roku. Jego siedziba mieści się w stolicy kraju – Dżakarcie.
Jego portfolio obejmuje m.in. dzienniki (Harian Indonesia, Harian Republika) oraz szereg kanałów telewizyjnych i stacji radiowych (Jak TV, Alif TV, Jak FM, Gen FM, Masima RadioNet, Prambors, Delta FM, Female Radio).
Jest także wydawcą magazynów i książek.
Mahaka Media zatrudnia ponad tysiąc ludzi i należy do największych koncernów mediowych w Indonezji.